# グラティオット郡 (ミシガン州)
グラショット郡またはグラシャット郡 (Gratiot County [ˈɡræʃɪt]) は、アメリカ合衆国ミシガン州ロウアー半島の中央部に位置する郡である。2010年国勢調査での人口は4万2476人であり、2000年の4万2285人から0.5%増加した。郡庁所在地はイサカ市（人口2910人）であり、同郡で人口最大の都市はアルマ市（人口9383人）である。

## 郡庁舎
グラティオット郡庁舎はミシガン州南部の著名建築家クレア・アレンが設計した古典復古様式で建てられている。郡内でアメリカ合衆国国家歴史登録財に指定されている7件の1つである。2012年6月、212.8メガワットと州内最大の風力発電施設であるグラティオット郡風力プロジェクトが始まった。

## 歴史
グラティオット郡の名前は、ポートヒューロンのグラティオット砦建設を監督したチャールズ・グラティオット大尉に因んで名付けられた。ミシガン州の著名政治家エミール・ロックウッドはグラティオット郡選出の州上院議員を1963年から1970年まで務め、その大半が上院院内総務だった。

## 地理
アメリカ合衆国国勢調査局に拠れば、郡域全面積は571.61平方マイル (1,480.5 km2)であり、このうち陸地570.13平方マイル (1,476.6 km2)、水域は1.48平方マイル (3.8 km2)で水域率は0.26%である。

### 主要高規格道路
- アメリカ国道127号線は北の州間高速道路75号線と南のランシングを繋いでいる
- アメリカ国道127号線産業道路、アルマ市中心街を通る環状線
- アメリカ国道127号線産業道路、イサカ市中心街を通る環状線
- アメリカ国道127号線産業道路、セントルイス市中心街を通る環状線
- ミシガン州道46号線はミトンと親指を通るロウアー半島横断道路であり、ヒューロン湖岸のポートサニラックから、サギノー湾に近いサギノー市を通り、ミシガン湖岸のマスキーゴン市まで通じている
- ミシガン州道57号線は、東はフリント市の北郊外から西のグランドラピッズ市北郊外近くのアメリカ国道131号線を繋いでいる。

### 隣接する郡
- ミッドランド郡 - 北東
- イサベラ郡 - 北西
- サギノー郡 - 東
- モンカルム郡 - 西
- シアワシー郡 - 南東
- クリントン郡 - 南
- イオニア郡 - 南西

## 人口動態
以下は2000年国勢調査による人口統計データである。
| - 人口: 42,285人 - 世帯数: 1万4501 世帯 - 家族数: 1万0397 家族 - 人口密度: 29人/km2（74人/mi2） - 住居数: 1万5516軒 - 住居密度: 11軒/km2（27軒/mi2） - 白人: 92.01% - アフリカン・アメリカン: 3.72% - ネイティブ・アメリカン: 0.55% - アジア人: 0.34% - 太平洋諸島系: 0.02% - その他の人種: 1.76% - 混血: 1.60% - ヒスパニック・ラテン系: 4.43% - ドイツ系：24.4% - アメリカ人：17.2% - イギリス系：12.6% - アイルランド系：6.9% - 英語：96.1% - スペイン語：2.7% - 18歳未満: 23.8% - 18-24歳: 11.6% - 25-44歳: 29.5% - 45-64歳: 21.6% - 65歳以上: 13.5% - 年齢の中央値: 36歳 - 性比（女性100人あたり男性の人口） - 総人口: 108.3 - 18歳以上: 109.1 | - 18歳未満の子供がいる: 34.0%（対世帯数） - 結婚・同居している夫婦: 57.6% - 未婚・離婚・死別女性が世帯主: 10.2% - 非家族世帯: 28.3% - 単身世帯: 23.7% - 65歳以上の老人1人暮らし: 10.7% - 平均構成人数 - 世帯: 2.57人 - 家族: 3.02人 - 収入の中央値 - 世帯: 37,262米ドル - 家族: 43,954米ドル - 性別 - 男性: 32,442米ドル - 女性: 22,333米ドル - 人口1人あたり収入: 17,118米ドル - 貧困線以下 - 対人口: 10.3% - 対家族数: 7.3% - 18歳未満: 11.7% - 65歳以上: 9.2% |

## 郡政府
郡政府は郡監獄の運営、地方道の維持、地方裁判所の運営、権利譲渡と抵当権設定記録など重要記録の維持、公衆衛生規制の管理、福祉など社会サービスの項目で州の施策への参加を行う。郡政委員会は予算を管理するが、法や条例を作るのは限定付き権限である。ミシガン州では、警察と消防、建設と区画割、税評価、街路維持など地方政府の大半機能は個々の都市と郡区の責任である。

## 郡区
グラティオット郡は下記20の郡区に分割されている。

| - アーケイダ - ベサニー - エルバ - エマーソン | - フルトン - ハミルトン - ラファイエット - ニューヘイブン | - ニューアーク - ノースシェイド - ノーススター - パインリバー | - セビル - サムナー - ワシントン - ウィーラー |

## 都市と町

### 都市
- アルマ
- イサカ - 郡庁所在地
- セントルイス

### 村
- アシュレー
- ブレッケンリッジ
- パーリントン

### 未編入の町
| - バニスター - ビーブ - エッジウッド - エルムホール - エルウェル | - ギャロウェイ - フォレストヒル - ラングポート - ミドルトン - ニューヘイブンセンター | - ニューアーク - ノーススター - ポンペイ - ラスボーン - リバーデール | - セストン - シックルズ - サムナー - ウィーラー |

## 歴史銘板
郡内には6か所に公式の州指定歴史銘板がある
- アルマ・カレッジ
- グラティオット郡
- ジャクソン・ウェラー邸
- ランバージャック公園
- ミシガン・マソニック・ホーム
- サギノー・グラティオット郡州道 / サギノーバレー・セントルイス鉄道[9]

## 宗教
グラティオット郡はローマ・カトリック教会サギノー教区に属している。